# Acide 4-aminobenzoïque
L'acide 4-aminobenzoïque ou acide para-aminobenzoïque ou encore PABA, anciennement appelé vitamine B10, est un composé organique de formule H2NC6H4CO2H.
Chez les mammifères, il est obtenu à partir du microbiote intestinal et de l'alimentation.
C'est un intermédiaire dans plusieurs voies métaboliques, notamment pour la synthèse de l'acide folique. Il est impliqué dans la synthèse de nombreux produits en biochimie médicale et industrielle, comme la benzocaïne.

## Fausse vitamine
Pour un article plus général, voir Vitamine B.
Historiquement, le PABA et son sel de sodium ont été appelés respectivement vitamine H2  et vitamine H3, du groupe des « vitamines H », la vitamine H1 étant la biotine.
Ces vitamines H ont été découvertes dans la première moitié du XXe siècle par des auteurs allemands. Une déficience de vitamine H entraine, chez le rat de laboratoire, des anomalies de la peau, d'où le nom de H pour Haut ( peau en allemand ).
Par la suite, les vitamines H ont été intégrées au groupe des vitamines B : les vitamines H2 et H3 deviennent la vitamine BX puis la vitamine B10, alors que la biotine H1 devient la  vitamine B8.
Finalement la vitamine B10 n'est plus considérée comme une vraie vitamine car l'organisme humain, par son microbiote intestinal, peut la synthétiser en quantité suffisante (dans le cadre d'une alimentation normale).
L'appellation de vitamine B10 a quasiment disparu des publications scientifiques modernes qui utilisent le terme de PABA (Para-AminoBenzoic Acid). En revanche, dans la commercialisation de suppléments vitaminiques ou de produits contenant du PABA, le terme de vitamine B10 reste encore utilisé.

## Structure et métabolisme
Le PABA est un composé amino-acide, bien connu en biochimie médicale pour ses nombreuses applications industrielles. C'est l'isomère de l'acide aminobenzoïque pour lequel les groupes carboxyle et  amine sont en positions 1,4 (ou para).
En chimie médicale ou industrielle, il existe de nombreux produits dérivés obtenus par réaction de substitution au niveau des groupes carboxyle ou amine, ou de façon plus complexe avec substitution supplémentaire au niveau du cycle benzénique.
Dans l'organisme, le PABA est synthétisé à partir du chorimaste par l'enzyme aminodeoxychorismate synthase. La structure du PABA est hautement spécifique, et une modification structurelle minime modifie ses propriétés au cours de son métabolisme.
Le PABA est absorbé par le tube digestif, métabolisé dans le foie produisant l'acide 4-aminohippurique. Le PABA et ses métabolites sont excrétés dans les urines.

## Sources
Chez les mammifères (dont les humains), le PABA est produit par des bactéries symbiotiques du tube digestif, en particulier Escherichia coli.
Le PABA est aussi présent dans de nombreux aliments végétaux ou animaux d'un régime alimentaire varié, en particulier :
- Foie ;
- levure de bière ;
- épinard ;
- céréale entière ;
- mélasse.

Une ration alimentaire diversifiée en quantité suffisante (répondant aux besoins énergétiques) couvre les besoins en vitamine B de la plupart des individus, d'autant plus que, dans ces conditions, le PABA est aussi synthétisé par l'organisme (microbiote intestinal).

## Rôles et propriétés
Le PABA est utilisé comme substrat intermédiaire pour la synthèse de l'acide folique par de nombreuses bactéries, levures et plantes. C'est aussi un précurseur du coenzyme Q, et un des facteurs impliqués dans la virulence microbienne.
Les produits dérivés du PABA  (sels, aldéhydes,salicylaldéhydes...) peuvent avoir des activités antibactérienne ou anti-inflammatoire, un effet cytoprotecteur ou cytotoxique selon les cas, ou un effet anticoagulant.
En agriculture, le PABA peut jouer un rôle dans la croissance des plantes et leur résistance à des agents bactériens ou viraux.

## Utilisation cosmétique

Photolyse d'une molécule de PABA sous l'action d'UV.

En 1926, le dermatologue Stephen Rothman (de) (1894-1963) émet l'hypothèse que le coup de soleil se produit par irritation de l'innervation cutanée. Pour le prouver, il injecte en sous-cutané un anesthésique local, la procaïne, avant exposition solaire et observe effectivement un érythème solaire plus faible, alors qu'avec la cocaïne il n'obtient aucune réponse. Dans les années 1940, il découvre que le PABA, est un composant structurel de la procaïne et qu'il agit comme agent de protection solaire (forte absorption des ultra-violets à 300 nm).
Il montre alors que des crèmes contenant 15 % de PABA réalisent une photoprotection efficace, ce qui est confirmé par essais cliniques réalisés dans les années 1960. De nombreux produits contenant du PABA ont eu un grand succès commercial.

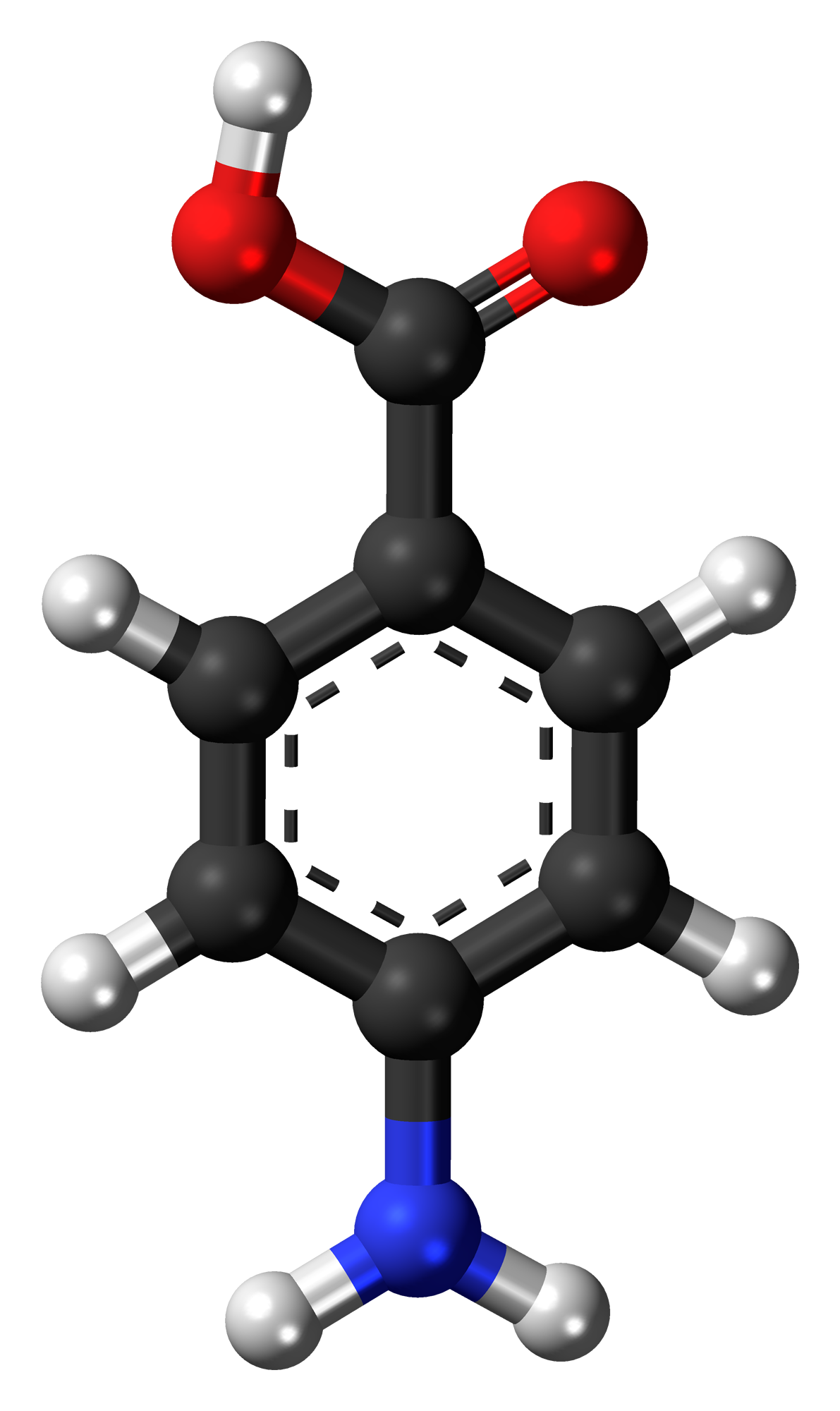
Modèle moléculaire boules-bâtonnets de PABA (forme neutre) : Carbone (noir), Hydrogène (blanc), Oxygène (rouge) et Azote (bleu).

Initialement, Rothman pensait que le PABA était un produit stable, non toxique et non irritant, mais il a été prouvé par la suite qu'il pouvait induire une forte allergie de contact. Le PABA a été remplacé par des esters de PABA, comme l'éthyl hexyl diméthyl PABA, et finalement par une grande variété d'autres agents chimiques photoprotecteurs.
Au début du XXIe siècle, l'éthyl hexyl diméthyl PABA reste présent dans des écrans solaires et de nombreux autres cosmétiques, à la dose maximale autorisée de 8 %,.

## Utilisation médicale
Le PABA est utilisé dans la synthèse de plusieurs médicaments :
- Antagonistes de l'acide folique comme l'aminopterine et le méthotrexate ;
- anesthésiques locaux (benzocaïne, tetracaïne, procaïne...) ;
- antiarythmiques (procaïnamide) ;
- anti-inflammatoire intestinal (balsalazide).

En dermatologie, le sel de potassium de PABA est utilisé dans le traitement de quelques maladies comme la sclérodermie, la dermatomyosite et la maladie de Lapeyronie.
L'absence d'études en double aveugle ne permet pas de valider l'utilité du PABA comme complément alimentaire, malgré les allégations commerciales du type : traitement du vitiligo, de l'eczéma sec, du psoriasis, dyspnée, asthénie, cheveux gris (canitie) en association avec d'autres vitamines (C, B5, B8 et B9).